# Ceratitis nigricornis
Ceratitis nigricornis är en tvåvingeart som beskrevs av Meyer och Amnon Freidberg 2006. Ceratitis nigricornis ingår i släktet Ceratitis och familjen borrflugor.
Artens utbredningsområde är Etiopien. Inga underarter finns listade i Catalogue of Life.